# Donje Romanovce
Donje Romanovce (cyr. Доње Романовце) – wieś w Serbii, w okręgu pczyńskim, w gminie Surdulica. W 2011 roku liczyła 390 mieszkańców.